# The Luka State
The Luka State ist eine englische Rock-Band aus Winsford in der Grafschaft Cheshire.

## Geschichte
Die Band gründete sich im Jahre 2013 und bestand aus dem Sänger und Gitarristen Conrad Ellis, dem Gitarristen Lewis Pusey, dem Bassisten Sam Bell und dem Schlagzeuger Jess Whitmore. Der Bandname steht für eine Denkweise und meint eine positive seelische Einstellung. Noch im Gründungsjahr nahm die Band mit Sam Williams drei Singles auf. In dem Musikvideo für das Lied 30 Minute Break ist der britische Schauspieler Thomas Brodie-Sangster zu sehen, während das Video zu dem Lied Rain einen Gastauftritt von Marlon Blue enthält. Ein Jahr später verließ Schlagzeuger Jess Whitmore die Band und wurde durch Jake Barnabas ersetzt. 2015 tourten The Luka State im Vorprogramm von One Night Only und veröffentlichte die EP The Price of Education. Ein Jahr später folgte die zweite EP Demos.
Anschließend begann die Band mit der Arbeit an ihrem Debütalbum, welches zwischen Oktober 2017 und August 2018 im Studio The Pool in London mit dem Produzenten Jamie Evans aufgenommen wurde. Alan Moulder mischte das komplett selbst finanzierte Werk, welches die Band ursprünglich selbst veröffentlichen wollte. Zwischenzeitlich nutzte der TV-Sender Sky Sports das Lied Bring This All Together bei verschiedenen Fußball-Übertragungen. Ebenso spielte der Fußballclub Manchester United das Lied im Vorfeld ihrer Heimspiele. Im Dezember 2019 unterzeichneten The Luka State beim Musiklabel Anti Fragile für den amerikanischen Markt und ein Jahr später bei Shelter Music für Europa. Am 29. Januar 2021 erschien das Debütalbum Feel in Feel Out. Im Herbst 2021 tourte The Luka State als Vorgruppe von The Reytons durch das Vereinigte Königreich und Europa. Ein Jahr später spielte die Band auf den Festivals Louder Than Life und Two Thousand Trees Festivals. 
Anschließend nahm die Band ihr zweites Studioalbum auf. Die Aufnahmen fanden im Studio The Motor Museum in Liverpool mit den Produzenten Dan Austin und Adrian Bushby statt. Das Album More Than This erschien am 10. März 2023. Das britische Boulevardmagazin The Sun führte die Band auf ihrer Liste der 23 Bands, die 2023 den Durchbruch schaffen könnten.

## Stil
Mark Deming vom Onlinemagazin Allmusic beschrieb The Luka State als Indie-Rock-Band „mit einer soliden, angreifenden Gitarre und zwingenden Melodien, die sowohl einprägsam als auch kraftvoll sind“. Die Bandmitglieder verbindet die Liebe zu Punk-Bands wie The Clash, The Jam, Sex Pistols, Stiff Little Fingers und den Ramones. Vivien Stellmach vom deutschen Magazin Visions verglich die Band mit den Arctic Monkeys, den Beatles und Cleopatrick. Jeanette Grönecke vom Onlinemagazin Metal.de beschrieb die Musik von The Luka State als „lässig abgehangenen Indie Rock irgendwo zwischen Arctic Monkeys und Biffy Clyro“. Das britische Onlinemagazin Wonderland beschrieb die Musik als „eigenständige Mischung aus Indie und Punk, die Dreistigkeit und Sanftheit vermischt“. Das britische Onlinemagazin Rock N’ Load bezeichnete die Musik von The Luka State als Wirbelwind aus Punk, Alternative Rock und Indie mit schonungslosen Texten über soziale Fragen. The Luka State wäre ein bissiger Cocktail, der mit Bands wie Idles, Kid Kapichi oder The Blinders vergleichbar wäre.

## Soziales Engagement
The Luka State unterstützen die Nichtregierungsorganisation The Trussell Trust. Diese Organisation verteilt Lebensmittel an Bedürftige verteilt oder gegen ein geringes Entgelt abgegeben werden und ist mit den Tafeln in Deutschland vergleichbar. Sänger Conrad Ellis arbeitet ehrenamtlich für diese Organisation. Die Band spendete ihr Budget für das Musikvideo More Than This sowie den Erlös verkaufter Konzertkarten an The Trussell Trust. Das Lied handelt von einer alleinerziehenden Mutter, die Sänger Conrad Ellis während seiner ehrenamtlichen Tätigkeit kennen lernte. Während der COVID-19-Pandemie verlor sie ihre beiden Jobs. Die Frau würde laut Conrad Ellis „stellvertretend für die immer größer werdende Zahl der Menschen, die aufgrund der hohen Lebenshaltungskosten in Vereinigten Königreich Mühe haben, überhaupt etwas zu essen auf den Tisch zu bringen“.

## Diskografie
Alben
- 2021: Fall in Fall Out
- 2023: More Than This

EPs
- 2015: The Price of Education
- 2016: Demos
- 2019: A Taste of Things to Come

Musikvideos
- 2014: 30 Minute Break
- 2014: Rain
- 2015: The Believer
- 2015: Can’t Help Myself
- 2017: Lies! Lies! Lies!
- 2017: Bring This All Together
- 2018: Kick in the Teeth
- 2019: What’s My Problem
- 2020: Fake News
- 2020: Feel It
- 2021: Bury Me
- 2021: Insert Girls Name Here
- 2022: Oxygen Thief
- 2022: Bring Us Down
- 2022: Stick Around
- 2022: More Than This
- 2023: Matter of Fact
- 2023: Two Worlds Apart